# فيليب بوث
فيليب بوث (بالإنجليزية: Philip Booth)‏ هو مغني أوبرا ومغني أمريكي، ولد في 1942.